# Мекатевли
Мекатевли́ (баш. Мәкәтәүле) — река в России, протекает в Башкортостане. Левый приток Белой.
Длина реки 31 км. Берёт начало вдали от населённых пунктов, на границе Куюргазинского и Мелеузовского районов. Течёт на северо-восток по территории последнего и впадает в Белую по левому берегу в 835 км от её устья, чуть выше села Васильевка. Основной приток — ручей Тереклашка (пр). Высота устья — 159 м над уровнем моря. Уклон реки — 6,5 м/км.
В верховьях реки имеется пруд объёмом 970 тыс. м³.
На берегах расположены урочище Загребайловка, деревни Михайловка, Романовка, Троицкое, Дарьино, Самаровка (других населённых пунктов в бассейне нет). 
В низовьях реку пересекают автодорога Р-240 «Уфа — Оренбург» и железная дорога Уфа — Оренбург.

## Данные водного реестра
По данным государственного водного реестра России относится к Камскому бассейновому округу, водохозяйственный участок реки — Белая от Юмагузинского гидроузла до города Салавата, без реки Нугуш (от истока до Нугушского гидроузла), речной подбассейн реки — Белая. Речной бассейн реки — Кама.
Код водного объекта в государственном водном реестре — 10010200412111100017773.